# NK Ankerkader 47/1 Ereklasse 1967-1968
Het Nederlands kampioenschap in de biljartdiscipline Ankerkader 47/1 in het seizoen 1967-1968 werd gespeeld van 21 t/m 24 september 1967 in Nuenen. Henk Scholte behaalde de titel. 

## Eindstand
| NK ANKERKADER 47/1 Ereklasse 1967-1968 - EINDSTAND | NK ANKERKADER 47/1 Ereklasse 1967-1968 - EINDSTAND | NK ANKERKADER 47/1 Ereklasse 1967-1968 - EINDSTAND | NK ANKERKADER 47/1 Ereklasse 1967-1968 - EINDSTAND | NK ANKERKADER 47/1 Ereklasse 1967-1968 - EINDSTAND | NK ANKERKADER 47/1 Ereklasse 1967-1968 - EINDSTAND | NK ANKERKADER 47/1 Ereklasse 1967-1968 - EINDSTAND | NK ANKERKADER 47/1 Ereklasse 1967-1968 - EINDSTAND | NK ANKERKADER 47/1 Ereklasse 1967-1968 - EINDSTAND |
| RANG                                               | SPELER                                             | GESP                                               | PP                                                 | CAR                                                | BRT                                                | MOY                                                | PMOY                                               | HS                                                 |
| -------------------------------------------------- | -------------------------------------------------- | -------------------------------------------------- | -------------------------------------------------- | -------------------------------------------------- | -------------------------------------------------- | -------------------------------------------------- | -------------------------------------------------- | -------------------------------------------------- |
|                                                    | Henk Scholte                                       | 7                                                  | 14                                                 | 2100                                               | 71                                                 | 29,57                                              | 37,50                                              | 251                                                |
|                                                    | Hans Vultink                                       | 7                                                  | 12                                                 | 1993                                               | 66                                                 | 30,19                                              | 50,00                                              | 208                                                |
|                                                    | Tiny Wijnen                                        | 7                                                  | 10                                                 | 1857                                               | 87                                                 | 23,80                                              | 37,50                                              | 159                                                |
| 4                                                  | Joop Roodenburg                                    | 7                                                  | 8                                                  | 1502                                               | 96                                                 | 15,64                                              | 21,42                                              | 149                                                |
| 5                                                  | Henk de Kleine                                     | 7                                                  | 6                                                  | 1556                                               | 95                                                 | 16,37                                              | 42,85                                              | 119                                                |
| 6                                                  | Bert van Nijnatten                                 | 7                                                  | 4                                                  | 1271                                               | 87                                                 | 14,60                                              | 21,42                                              | 87                                                 |
| 7                                                  | Lambert van Leur                                   | 7                                                  | 2                                                  | 1220                                               | 110                                                | 11,09                                              | 10,71                                              | 93                                                 |
| 8                                                  | Janus Jacobs                                       | 7                                                  | 0                                                  | 1235                                               | 107                                                | 11,54                                              | geen                                               | 75                                                 |
| TOTAAL                                             | TOTAAL                                             | TOTAAL                                             | TOTAAL                                             | 12734                                              | 719                                                | 17,71                                              | 50,00                                              | 251                                                |
|                                                    |                                                    |                                                    |                                                    |                                                    |                                                    |                                                    |                                                    |                                                    |

Rotterdam 1949-1950 · 
Rotterdam 1951-1952 · 
Nijmegen 1960-1961 · 
Rotterdam 1961-1962 · 
Veldhoven 1962-1963 · 
Dieren 1963-1964 · 
Julianadorp 1964-1965 ·
Oldenzaal 1965-1966 · 
Apeldoorn 1966-1967 · 
Nuenen 1967-1968 · 
Noordwijk 1968-1969 · 
Hengelo (G) 1969-1970 · 
Goirle 1970-1971 · 
Julianadorp 1972-1973 · 
Amersfoort 1973-1974 · 
Berkhout 1974-1975 · 
Wijchen 1975-1976 · 
Wijchen 1976-1977 · 
Wijchen 1977-1978 · 
Nieuwkuijk 1978-1979 · 
Middelburg 1979-1980 · 
Berkhout 1980-1981 · 
Landsmeer 1981-1982 · 
Uitgeest 1982-1983 · 
Gorssel 1983-1984 · 
Middelburg 1984-1985 ·
Berkel-Enschot 1985-1986 · 
Deventer 1989-1990 ·   
Wijchen 1993-1994 · 
Daarlerveen 1994-1995 · 
Alkmaar 1995-1996 · 
Daarlerveen 1996-1997 · 
Daarlerveen 1997-1998 · 
Nijkerk 1998-1999 · 
Deventer 1999-2000 · 
Nijkerk 2000-2001 · 
Nijkerk 2001-2002 · 
Haaksbergen 2002-2003 · 
Wijchen 2003-2004 · 
Wijchen 2004-2005 ·
Wijchen 2005-2006 · 
Wijchen 2006-2007 · 
Haarlo 2011-2012 · 
Haarlo 2017-2018 · 
Mariënberg 2018-2019 · 
nnb 2019-2020